# 亚历山大·格鲁什科
亚历山大·维克托罗维奇·格鲁什科（俄語：Александр Викторович Грушко，羅馬化：Alexander Viktorovich Grushko，1955年4月25日—）是俄罗斯外交官，副外长。2012年至2018年担任俄罗斯常驻北约事务代表。

## 经历
1955年出生于莫斯科。父亲维克托·格鲁什科是國家安全委員會的高级官员。1977年毕业于莫斯科國立國際關係學院。
1995 - 1996年：俄罗斯外交部安全与裁军司司长；
1996 - 2000年：俄罗斯驻維也納安全与裁军事务代表；
2000 - 2001年：俄罗斯联邦外交部欧洲合作司副司长；
2002 - 2005年：俄罗斯联邦外交部欧洲合作司司长；
2005 - 2012年：俄罗斯联邦外交部副部长；
2012年10月23日 - 2018年1月22日：俄罗斯联邦常驻北大西洋公约组织代表（布鲁塞尔-首都大区）；
2018年1月22日 - ：俄罗斯联邦外交部副部长。

## 个人
已婚，有一个儿子和一个女儿。2004年获得特命全权大使职衔。

## 荣誉
- 二级祖国功勋奖章（1996年）[8]
- 友谊勋章（2000年）[9]
- 俄罗斯中央选举委员会感谢信（2008年4月2日）[10]
- 荣誉勋章（2012年）[11]
- 俄罗斯联邦总统荣誉证书（2015年7月31日）[12]
- 亚历山大·涅夫斯基勋章（2018年3月2日）[13]